# Jan Ullrich
Pour les articles homonymes, voir Ullrich.
Jan Ullrich, né le 2 décembre 1973 à Rostock, est un ancien coureur cycliste allemand. Professionnel de 1995 à 2006, il est le premier et à ce jour[Quand ?] le seul Allemand à avoir remporté le Tour de France (1997). Il est présenté comme le grand rival du septuple vainqueur déchu du Tour de France, Lance Armstrong. À trois reprises (2000, 2001 et 2003), il s'est classé deuxième derrière ce dernier. Ces places d'honneur s'ajoutent à celles obtenues en 1996 et 1998 (2e) et à la dernière acquise en 2005 (3e) qui lui sera finalement retirée par le TAS le 10 février 2012. Avec ces six podiums en huit participations à la grande boucle, Jan Ullrich figure au quatrième rang du plus grand nombre de podiums sur cette course.
Le palmarès de Jan Ullrich se compose en outre d'un Tour d'Espagne (1999), d'une médaille d’or en 2000 sur la course en ligne aux Jeux Olympiques de Sydney (et d’une d’argent au contre-la-montre de ces mêmes Jeux, derrière le russe Viatcheslav Ekimov) et de deux championnats du monde du contre-la-montre (1999 et 2001). Sa carrière, à l'instar de bon nombre de coureurs de sa génération, a aussi été marquée par des affaires de dopage. Elle s'est achevée en 2006, après qu'une analyse ADN a permis de l'identifier parmi les clients du docteur Fuentes, dans le cadre de l'affaire Puerto. Pour cette affaire, le TAS le suspend pour deux ans le 9 février 2012. Outre le dopage qu'il a finalement avoué en 2023, Jan Ullrich fut au long de sa carrière la cible de critiques lui reprochant son manque de rigueur et d’engagement sportif, et, d'une manière générale, son absence de professionnalisme. Ces faiblesses expliqueraient un palmarès trop modeste pour ceux qui virent en Ullrich un des coureurs les plus doués de l'histoire du cyclisme.

## Biographie et situation familiale
Jan Ullrich est né à Rostock en RDA. Son père, maçon, a quitté le foyer familial en 1979 alors que Jan n'était encore qu'un enfant. C'est donc sa mère qui l'a élevé avec ses deux frères et son demi-frère.
Il a vécu de 1994 à 2002 dans le petit village de sa compagne d’alors, Gaby, à Merdingen, où il s’est réinstallé depuis 2019. En 2002, ils avaient emménagé en Suisse, à Scherzingen au bord du lac de Constance. En 2016 il s’était installé près de Palma, à Majorque.
Il a une fille, Sarah Maria (née le 1er juillet 2003) avec Gaby, dont il s’est séparé en 2005. Marié de 2006 à 2018 à Sara Steinhauser, sœur de l'ancien coureur cycliste Tobias Steinhauser, il a aussi trois fils, Max, né le 7 août 2007, Benno, né le 18 janvier 2011 et Toni, né le 31 octobre 2012.

## Carrière sportive

### Carrière amateur (1983-1994)
Jan Ullrich pratique le cyclisme depuis 1983 dans le club de Dynamo Rostock avec comme entraîneur Peter Saager. Ullrich gagne sa première course à 11 ans. En 1986, il étudie à l'école sportive KJS à Berlin. Il débute en 1987 dans une formation des futurs athlètes de la RDA à l'école nationale des sports du SC Dynamo Berlin avec comme entraîneur Peter Becker. En 1988, il devient champion junior de R.D.A. sur route. L'école ferme après la chute du Mur de Berlin en 1989. Lui, ainsi que ses coéquipiers, rejoignent l'équipe de RG Hambourg. Il y reste jusqu'en 1994. En 1991, il termine 5e aux championnats du monde de cyclo-cross chez les amateurs.
En 1993, il devient champion du monde amateur à Oslo en Norvège.

### Des débuts prometteurs (1994-1995)
En 1994, grâce à son entraîneur Becker, Ullrich passe stagiaire dans l'équipe Telekom de Walter Godefroot. Il finit troisième du chrono des championnats du monde en Sicile, derrière Chris Boardman et Andrea Chiurato.
En 1995, Ullrich devient champion d'Allemagne du contre-la-montre. Il termine aussi dans les dix premiers du Tour de Suisse. À 21 ans, il veut prendre le départ du Tour de France mais Godefroot le juge trop jeune. À son grand regret, il participe finalement à la petite course allemande, la Hofbrau Cup, où il termine troisième. Ullrich prend le départ de la Vuelta en septembre mais abandonne au cours de la quinzième étape.

### Une montée au sommet (1996-1999)

#### Premier podium sur le Tour de France (1996)
À l'entame de la saison 1996, le jeune Allemand est encore méconnu du grand public. Il se révèle aux yeux du sport cycliste sur le Tour de France en terminant 2e du classement général et en remportant le contre-la-montre final devant Miguel Indurain, quintuple vainqueur du Tour et grand spécialiste d'une discipline où il se voit relégué à 56 secondes de celui dès lors présenté comme un prodige. Tout en aidant son équipier Bjarne Riis à remporter le Tour, Ullrich réussit l'exploit de l'accompagner sur le podium final, pour sa première participation à la Grande Boucle.

#### Premier Allemand vainqueur du Tour de France (1997)

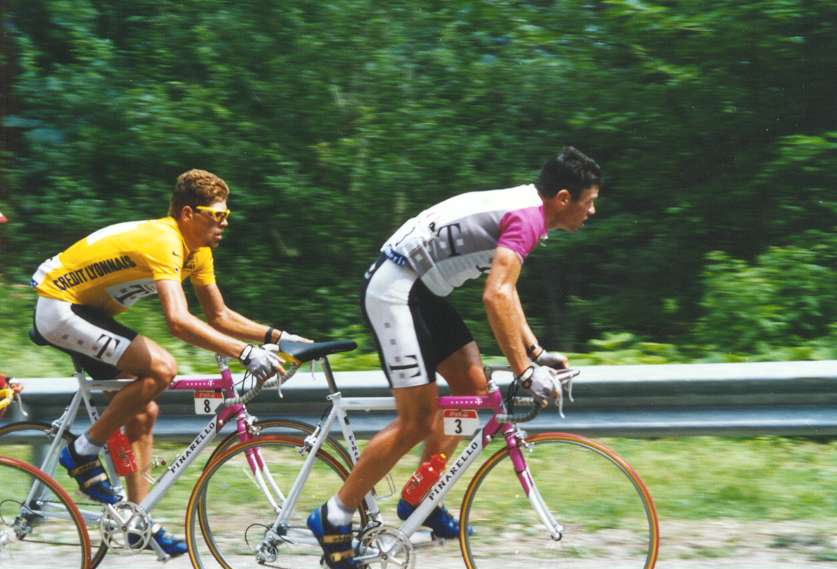
Ullrich avec son coéquipier Udo Bölts grimpant les Vosges durant le Tour de France 1997.

1997 est assurément l'année de la consécration. Ullrich devient champion d'Allemagne, et arrive sur le Tour avec le statut de co-leader de son équipe avec Bjarne Riis. Lors de la 10e étape, Ullrich frappe fort et remporte sa plus grande victoire de prestige, au sommet d'Arcalis, en reléguant ses principaux adversaires Richard Virenque et Marco Pantani à 1 min 08 s en moins de dix kilomètres. L'étendue de la démonstration et la puissance athlétique affichée par l'ogre de Rostock sont inédites. Elles enthousiasment alors les observateurs qui voient en lui renaître la lignée des grands coureurs complets tels que Eddy Merckx, Bernard Hinault ou Fausto Coppi : dominateurs en montagne et en contre-la-montre. La suite du Tour est une confirmation. Ullrich écrase définitivement le Tour lors de 12e étape, un contre-la-montre autour de Saint-Étienne sur un parcours vallonné. En 55 km, il relègue Virenque à plus de 3 min. Seulement 5 coureurs terminent le parcours à moins de 4 min. Ces excellentes performances scellent le Tour, ôtant tout suspense quant à la victoire finale qui ne peut revenir qu'à Jan Ullrich. Dans les étapes alpestres, il se contente de maîtriser Richard Virenque et Marco Pantani qui signe un succès de prestige à l'Alpe d'Huez. Malgré des soucis digestifs en fin de troisième semaine, rien ne peut inquiéter la victoire finale de Jan Ullrich à Paris. Il remporte son premier Tour de France à l'âge de 23 ans avec plus de 9 min d'avance sur Richard Virenque et 14 min sur Marco Pantani. Outre l'insolence de ces écarts, c'est l'impression visuelle dégagée par Ullrich et en particulier la pureté de son style qui impressionnent. Il semble alors promis à de nombreuses victoires sur le Tour et commentateurs comme suiveurs lui prédisent un règne sans partage sur son sport. Ullrich remporte sur sa lancée la classique de Hambourg et termine 2e du Grand-Prix de Zurich. À l'issue de la saison, il se voit logiquement attribuer le Vélo d'Or mondial.

#### 1998
Suprême favori pour le Tour de France 1998, Ullrich inquiète dès l'hiver par sa négligence apparente, cédant à toutes les sollicitations et bâclant du même coup sa préparation d'avant-saison. C'est dans une condition physique indigne d'un coureur professionnel qu'il s'aligne sur ses premières courses. Il y parait à la peine, alourdi d'un surpoids si conséquent qu'il se remarque à l’œil nu et ne manque pas d'affoler la presse allemande comme son entourage. Son seul talent et le souvenir de l'édition précédente suffisent néanmoins à ne point remettre en cause son statut de favori. D'autant plus que le Tour 98 voit dès ses premières heures éclater l'affaire Festina qui met sur la touche Richard Virenque et l'ensemble de son équipe pour implication présumée dans un réseau de dopage. Débarrassé de son dauphin de 1997, Ullrich semble encore renforcé alors que les hostilités n'ont pas été déclenchées. Ullrich répond présent au premier rendez-vous avec une victoire lors de la 7e étape contre-la-montre entre Meyrignac-l'Église et Corrèze. Il prend la tête du classement général avec une avance déjà confortable sur ses poursuivants. Salué par les époux Chirac à la remise du maillot jaune, il semble que le succès final de Jan Ullrich soit unanimement chose acquise. Mais la montagne reste à aborder. Elle voit l'entrée en scène progressive de Marco Pantani favori presque oublié à cinq minutes d'Ullrich mais vainqueur du Tour d'Italie quelques semaines plus tôt. Bien qu'entreprenant à l'entame des Pyrénées, Jan Ullrich laisse entrevoir quelques faiblesses le lendemain, à Luchon, où il est encore sans réaction face au démarrage de Pantani qui lui reprend cette fois plus de vingt secondes. En dépit d'un calme apparent et de l'organisation collective affichée par son équipe, le leader de la Telekom doit laisser partir le grimpeur italien, de nouveau, qui signe une première victoire au Plateau de Beille, reprenant en même temps vingt secondes à Ullrich. Toujours en jaune mais talonné par son rival, Ullrich parait désormais contraint à se découvrir. Mais l'étape conduisant les coureurs aux Deux Alpes sera le théâtre d'un des épisodes cyclistes les plus spectaculaire de ces dernières années. Par un temps d'apocalypse, Pantani s'envole pour s'emparer du maillot jaune alors qu'Ullrich s’effondre, laissant voir les images inédites d'un coureur en souffrance, transi par le froid. Jan Ullrich termine 25e de l'étape à plus de 8 min et tombe à la 4e place du classement général. Il réagit le lendemain, dans le col de la Madeleine, lors de l'étape arrivant à Albertville. Sa violente attaque fait plier l'opposition à l'exception du maillot jaune. Les deux hommes, dans un splendide isolement, parcourent ensemble les trente derniers kilomètres de l'étape. Ullrich s'impose au sprint, prenant la troisième place du général. Malgré une 3e victoire d'étape lors du contre-la-montre final entre Montceau-les-Mines et Le Creusot, Ullrich termine encore 2e à Paris. Si la malchance de la défaillance ne peut être écartée comme cause de cet échec inattendu, le poids d'une approche du Tour pour le moins approximative est cependant souligné par la critique sportive. Après quelques courses en août, Ullrich renonce à participer aux mondiaux et met un terme à une saison 1998 qui traduira, l'avenir l'attestera, un véritable renversement dans la carrière du champion d'outre Rhin. Ullrich, âgé de vingt quatre ans, ignore alors que le maillot jaune l'a quitté pour toujours.

#### Victoire sur le Tour d'Espagne et champion du monde du contre-la-montre (1999)
Forfait comme Marco Pantani sur le Tour 1999, Ullrich se console en remportant le Tour d'Espagne (2 victoires dont le chrono décisif) et devient champion du monde du contre-la-montre à Vérone. Malgré son contretemps de juillet, la saison 1999 lui permet d'enrichir son palmarès. Elle permet surtout à un certain Lance Armstrong de mettre la main sur le Tour de France en l'absence du champion allemand.

### L'éternel second derrière Armstrong (2000-2005)

#### Champion olympique (2000)
Lors de sa préparation pour le Tour de France, il participe notamment au Tour de Suisse dont il fait partie des favoris. Lors de la première étape disputée à Uster sous la forme d'un contre-la-montre par équipes, la Deutsche Telekom réalise le meilleur temps et remporte cette première étape, permettant à son coéquipier Steffen Wesemann de prendre le maillot jaune de leader du classement général. Quelques jours plus tard, lors de la première étape de montagne à Verbier, il termine dans le top 10 puis le lendemain s'empare du maillot jaune à l'issue de la 4e étape, un contre-la-montre individuel autour de la ville de Sierre qu'il termine 3e à seize secondes du vainqueur du jour, le Letton Raivis Belohvoščiks (Lampre-Daikin).
En 2000, sur le Tour de France, il se présente dans une forme plutôt médiocre, conséquence d'une préparation encore approximative. Défaillant lors de l'arrivée à Hautacam, il se montre par la suite irrégulier en montagne. Malgré une belle prestation au Mont Ventoux et une offensive vers Morzine, où il prend la deuxième place 1 min 30 devant Armstrong, celui-ci le devance légèrement dans le chrono décisif. Ullrich termine une nouvelle fois 2e à Paris. Dauphin pour la troisième fois mais sans avoir jamais semblé capable de prendre la course à son compte, il ancre plus que jamais dans les esprits l'image d'un athlète talentueux mais indolent, frisant la désinvolture. Malgré sa défaite sur le Tour, il devient un mois plus tard champion Olympique de la course en ligne à Sydney devant ses coéquipiers Alexandre Vinokourov et Andreas Klöden. Disposant cette fois ci de l'ensemble de ses moyens, il s'offre le luxe de battre Armstrong lors de l'épreuve chronométrée des JO. Il s'incline cependant devant le surprenant Viatcheslav Ekimov.

#### Deuxième du Tour de France et champion du monde du contre-la-montre (2001)
En 2001, il redevient champion d'Allemagne. Après un début de saison guère plus brillant qu'à l'accoutumée, il s'aligne sur le Tour d'Italie pour retrouver sa condition physique. C'est à la suite de cette participation qu'il se présente au départ de son championnat national qu'il remporte, lui permettant de croire en la même destinée que l'année 1997 où son premier maillot tricolore avait laissé place au maillot jaune quelques semaines plus tard sur les Champs-Élysées.
Un poids de forme proche de l'optimal, une confiance retrouvée, une équipe Telekom armée et renforcée par l'ancien lieutenant d'Armstrong Kevin Livingston : nombreux sont les éléments qui permettent à Ullrich de croire en ses capacités de vaincre. À la veille du grand départ de ce Tour 2001 à Boulogne sur Mer, il se présente comme grand favori aux côtés de Lance Armstrong. 
Mais il ne pourra rien faire face à l'Américain qui assommera tous ses adversaires dans la première étape alpestre sur les pentes de l'Alpe d'Huez. L'image forte de ce Tour restera d'ailleurs le regard lancé par le texan en direction du champion allemand, juste avant son démarrage fatal dans les premiers lacets de l'Alpe.
Malgré plusieurs tentatives dans la traversée pyrénéenne (Plateau de Bonascre, Peyresourde, Pla d'Adet, Luz Ardiden), il n'arrivera pas à s'extirper de l'emprise d'Armstrong dans la montagne, ce qui le poussera même à la faute dans la descente de Peyresourde où l'on aperçoit Ullrich disparaître brutalement dans un virage, avant de réapparaître sans blessure sérieuse le vélo à bout de bras. Cette édition 2001 consacre définitivement le duel Ullrich - Armstrong. Les deux hommes évoluant à un niveau sensiblement supérieur à celui des autres prétendants (Joseba Beloki, Andrei Kivilev, Christophe Moreau).
Le Tour achevé, Ullrich participe aux championnats du monde et s'impose de nouveau lors du chrono en octobre à Lisbonne.

#### Saison blanche (2002)
En 2002, Ullrich se blesse au genou droit. Éloigné des pelotons, il se disperse et est contrôlé positif aux amphétamines en juin admettant par ailleurs la consommation d'ecstasy. Sanctionné au sein de son équipe pour ses excès, il subit également une suspension de 6 mois et quitte la Telekom. Il rejoint une autre équipe allemande, le Team Coast pour la saison 2003.

#### Renaissance au Team Coast/Bianchi (2003)
Cette année 2003 voit Ullrich renaître de ses cendres.

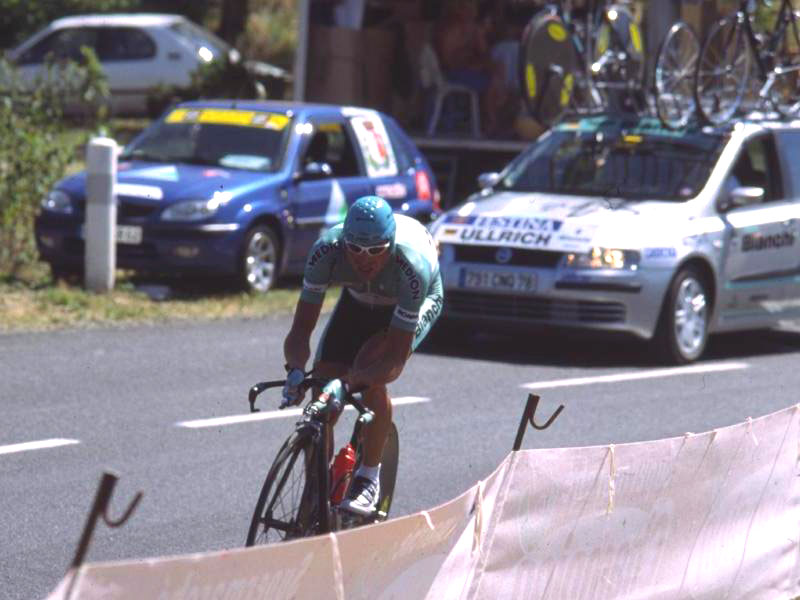
Jan Ullrich lors de la du Tour de France 2003

Engagé au sein du Team Coast et non conservé par Telekom qui souhaite renouveler son effectif, il est animé d'un sentiment de revanche, surmotivé, et s'entraîne avec une assiduité qu'on ne lui connaissait plus (il s'attache les services du Dr Luigi Cecchini). Néanmoins, son équipe connait de graves problèmes financiers entravant le calendrier sportif que s'étaient fixé Ullrich et ses proches lieutenants. Au printemps, le sponsor met la clé sous la porte. Jan Ullrich, sans équipe, voit sa participation à la Grande Boucle remise en question. C'est finalement la marque Bianchi, jusque-là équipementier de la structure, qui s'engage à reprendre l'effectif. Le team Coast devient le Team Bianchi, construit autour du leader allemand, en souvenir de l'ancienne formation italienne qui compta dans ses rangs un certain Fausto Coppi.
Du fait de sa longue absence ainsi que de la relative faiblesse de l'effectif qui l'entoure, Ullrich n'est qu'un outsider à la veille du départ de ce Tour 2003 du Centenaire. Lance Armstrong, qui vise un cinquième titre en est le favori incontestable. Pourtant, favorisé par une canicule qu'il affectionne, Jan Ullrich va le mettre en difficulté. Après une étape à l'Alpe d'Huez en demi-teinte, où il est ennuyé par des problèmes gastriques, Ullrich retrouve toutes ses capacités. Il s'impose dans le contre-la-montre entre Gaillac et Cap Découverte où il relègue Armstrong à 1 min 36, sous une chaleur accablante. Ullrich remonte de la sixième à la deuxième place, à 34 secondes seulement du maillot jaune. Fait inédit, Lance Armstrong est nettement battu sur une épreuve chronométrée. Cette victoire au goût de revanche restera comme une des plus marquantes de la carrière d'Ullrich et le replace aussitôt en vainqueur potentiel à Paris. Le quotidien L’Équipe titre le lendemain : « Le retour du prodige ». Ullrich est attendu dans les Pyrénées. Au premier acte de cette trilogie, il prend à nouveau l'ascendant sur Armstrong confirmant sa supériorité physique. Sa puissante accélération lors de la montée vers Ax 3 Domaines distance Armstrong, mais elle intervient tardivement, ne permettant de reprendre que dix secondes au maillot jaune. L’Américain, qui ne semble pas remis de son échec chronométré de la veille, et qui souffre encore de la chaleur, parvient à dissimuler sa vulnérabilité. Mais Ullrich montre une fois de plus des carences tactiques qui ne lui permettront pas de convertir cet ascendant psychologique en une prise de pouvoir au classement. L'étape suivante donne lieu à un marquage entre les deux leaders. Le lendemain, 21 juillet, l'étape qui mène les coureurs à Luz-Ardiden est cruciale dans ce Tour de France. Les favoris se découvrent dans le col du Tourmalet. À mi-pente, Ullrich place un démarrage incisif. Armstrong est dans un premier temps le seul à pouvoir y répondre mais il perd le contact quelques hectomètres plus loin. Cependant, il rejoint progressivement Ullrich. Après regroupement des leaders dans la descente, il reste à affronter la montée finale de Luz-Ardiden. Ullrich suit une première fois l'attaque d'Armstrong avant que celui-ci chute, accroché par un spectateur. Les premiers du classement général emmenés par Jan Ullrich décident d'attendre l'Américain qui revient et place une nouvelle attaque. Ullrich est cette fois distancé par Armstrong. Il limite toutefois les dégâts, déboursant quarante secondes au sommet. Armstrong a désormais plus de marge. Le chrono de Pornic-Nantes s'annonce donc décisif. Alors qu'il ne comptait qu'une poignée de seconde d'avance sur le maillot jaune, il chute sur la chaussée détrempée, à douze kilomètres de l'arrivée. La victoire de Lance Armstrong est dès lors acquise, Ullrich est deuxième pour la cinquième fois, à une minute d'Armstrong. L'écart entre Armstrong et Ullrich s'est sensiblement réduit. Curieusement, Jan Ullrich met un terme à sa saison, renonçant à la Vuelta et aux championnats du monde. Puis, à la surprise générale, il officialise à l'automne son retour chez Telekom devenue T-Mobile, clôturant ainsi l'aventure chez Bianchi.

#### Retour chez T-Mobile (2004)
En 2004, Ullrich est à la tête de l'équipe T-Mobile avec pour objectif de remporter enfin son second tour. Il bénéficie pour cela d'un environnement sportif privilégié et est entouré de coureurs de talent comme Vinokourov et Klöden. Mais à l'inverse de sa préparation de 2003, il renoue avec son manque de sérieux et présente au printemps 2004 une surcharge pondérale inquiétante. Voyant l'échéance du Tour approcher, Walter Godefroot, patron de T-Mobile, impose à son coureur un stage de remise en forme aussi intense que précipité. Ullrich, qui gagne dans la foulée le Tour de Suisse semble à présent sur de bons rails. Mais le Tour de France 2004 démarre mal pour lui. Ullrich termine 16e du prologue cédant déjà quinze secondes à Lance Armstrong. L'armada rose de la T-Mobile, tellement vantée depuis sa création, se rate lors du contre-la-montre par équipe en prenant seulement la 4e place, loin derrière l'US Postal d'Armstrong. Mais ce sont surtout les Pyrénées qui vont donner le coup de grâce à Ullrich. Incapable de changer de rythme dans l'ascension vers la Mongie, Ullrich, à l'arrêt, laisse filer les autres favoris Armstrong en tête. Il concède plus de 2 min 30. Le lendemain, il est à nouveau distancé par Armstrong, accompagné du jeune et prometteur Ivan Basso. Il perd encore plus de deux minutes et se retrouve à près de sept minutes de Lance Armstrong au classement général. La victoire dans le Tour semble déjà perdue tout comme les chances de podium. S'il se ressaisit dans les Alpes, en attaquant dans le col de l'Écharasson lors de l'étape menant à Villard-de-Lans entre autres, il s'incline néanmoins face à Armstrong dans le chrono de l'Alpe d'Huez et dans celui de Besançon. Devancé au général par son propre équipier Andréas Klöden et par l'italien Ivan Basso, Ullrich n'occupe que la 4e place à Paris. Échec cinglant qui constitue son plus mauvais résultat sur le Tour.

#### 7epodium sur le Tour de France

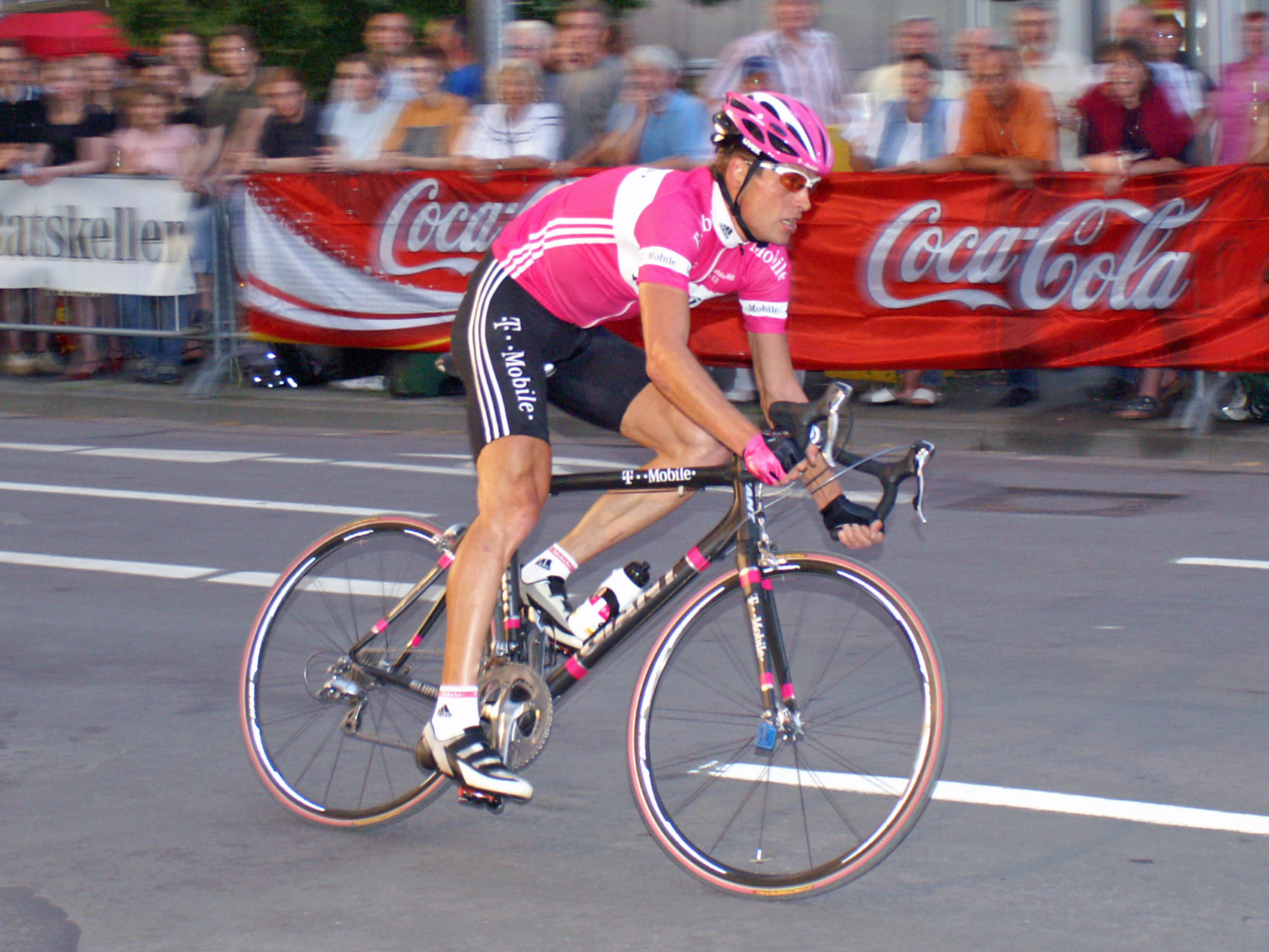
Jan Ullrich à la nuit de Hanovre en 2005

En 2005, Ullrich commence sa saison en avril au Circuit de la Sarthe. Il obtint la 19e place du Tour d'Aragon, la 17e du Tour de Catalogne, la 2e du Grand Prix de la Forêt-Noire. Après un répit de trois semaines, Jan Ullrich reprend la compétition au Tour de Suisse. Il y prend la troisième place finale. Au départ du Tour de France à Fromentine, il est encore désigné comme le principal adversaire d'Armstrong. Il compte pour la première fois à ses côtés Klöden et Vinokourov pour l'épauler. La veille du départ, Ullrich est victime d'une chute lors de la reconnaissance de l'étape. Il traverse la vitre arrière de la voiture l'accompagnant. Légèrement blessé, il se présente toutefois le lendemain sur la rampe de départ. Il prend la 12e place ce contre-la-montre de 19 km, après avoir été rattrapé par Armstrong, parti une minute après lui. Ullrich compte déjà un retard important sur Armstrong tout comme l'ensemble des autres favoris. Les leaders se réservent sur les premières étapes et la T-Mobile effectue un contre-la-montre par équipe correct (3e à 30 secondes). Il faut attendre la traversée des Vosges pour entrevoir les premières escarmouches. S'il ne relaye pas les attaques de Vinokourov ou Klöden dans le col de la Schlucht, Ullrich reste solidement au contact d'Armstrong, esseulé. Il chute à nouveau lors de l'étape suivante dans une descente de col et aborde encore endolori l'étape de Courchevel. Celle-ci est marquée par la démonstration de Lance Armstrong qui distance ses principaux rivaux. Ullrich est relégué à plus de deux minutes, réalise une performance très en deçà de celle attendue. Il pointe au sortir des Alpes à la huitième place du classement général, loin d'Armstrong et devancé par des outsiders comme Rasmussen, Valverde ou Mancebo. Dans la seconde partie du Tour, Ullrich effectue ainsi une remontée au classement général. Offensif lors de l'étape de Bonascre, il ne cède qu'au dernier kilomètre laissant partir le duo Armstrong-Basso. Victime d'une fringale au Pla d'Adet, il se retrouve seul en poursuite du même tandem. Ullrich apparait enfin à l'aise lors des deux dernières étapes accidentées, dans l'Aubisque, puis sur la difficile montée de Mende où il tient tête jusqu'au bout aux assauts d'Armstrong relayé par Basso. Il est cependant trop tard pour espérer gagner la deuxième place occupée par Ivan Basso. Ullrich peut toutefois prendre la troisième place à Michael Rasmussen. Ullrich prend la deuxième place du contre-la-montre de Saint-Étienne, à 23 secondes d'Armstrong. À Paris, Ullrich est troisième, derrière Lance Armstrong qui fête son septième sacre et Ivan Basso. Cette place est inédite pour Ullrich. Elle lui permet de signer son septième et dernier podium sur le Tour de France cycliste.

### Affaire Puerto et fin de carrière (2006)
En 2006, Ullrich souhaite profiter de la retraite d'Armstrong pour gagner le Tour de France. Il se prépare spécifiquement en participant au Tour d'Italie. Il remporte la 11e étape contre-la-montre à Pontedera devançant l'italien Ivan Basso de 28", il a donc remporté au moins une victoire d'étape dans chaque grand Tour. Il abandonne, par la suite, pour mieux préparer le Tour de France. En juin, il remporte le Tour de Suisse. Ce sera sa dernière victoire et dernière course car il est emporté le 30 juin par l'affaire Puerto. Il est exclu du Tour et est licencié sur le champ par la T-Mobile. Le 19 octobre, le coureur allemand résilie sa licence suisse tout en déclarant ne pas mettre un terme à sa carrière. Peu de temps après, il est contacté par Johan Bruyneel, manager de l'équipe Discovery Channel qui lui aurait proposé un contrat de deux ans. Le contrat ne sera jamais signé.

### Retraite sportive et faits divers
Le 26 février 2007, après plusieurs essais infructueux pour trouver une équipe, il met un terme à sa carrière. En novembre 2007, T-Mobile annonce son retrait du cyclisme.
Le 2 juillet 2008, il déclare à Sport Bild : « On ne peut pas dire que [le tour de France] est la plus grande course du monde si les meilleurs coureurs ne peuvent y participer.» (l'équipe Astana d'Alberto Contador entre autres , vainqueur l'année précédente, n'était pas invitée).
Le 23 mai 2009, il participe sur une BMW 335D aux 24 Heures du Nürburgring.
Le 6 juillet 2011, il confie au site radsport-news.com qu'il serait proche de retrouver le milieu du cyclisme en tant que directeur sportif. Le 15 novembre 2011, Ullrich intègre le comité de direction d’une société de technologie appelé Lowoxygen : entreprise fournissant des méthodes d'entraînement et des brevets pour créer artificiellement des conditions climatiques de montagne sans avoir à baisser la pression de l'air.
Dans la soirée du 19 mai 2014, sous l'influence de l'alcool, Jan Ullrich cause un grave accident de la route à Mattwil dans le canton suisse de Thurgovie en percutant une voiture arrêtée à un stop et faisant deux blessés. Les dommages matériels sont estimés à plusieurs dizaines de milliers de francs suisses. Ullrich est privé de son permis de conduire après un contrôle d'alcoolémie par la police. Le procureur a demandé, en consultation avec la défense, une peine d'emprisonnement de 18 mois, une amende de 10 000 francs suisses et le paiement des frais de justice de 15 000 francs. Le tribunal a rejeté la poursuite à la suite d'un accord entre le procureur et la défense. Selon les premiers éléments, Ullrich roulait à 143 km/h, soit plus de 60 km/h au-dessus de la vitesse autorisée de 80 km/h, ce qui selon le droit suisse signifie au moins un an d'emprisonnement. Les examens ont démontré qu'Ullrich avait également une concentration de 700 microgrammes de valium dans le sang lors de son accident. Plus tard, cependant, il s'est avéré qu'il roulait à 132 km/h et donc sous la limite des 60 km/h au-dessus de la vitesse autorisée de 80 km/h. En outre, le valium n'a eu aucune influence significative sur sa capacité à conduire. Le 14 septembre 2017, Ullrich est condamné à 21 mois d'emprisonnement avec sursis et à 10 000 francs suisses d'amende.
Le 3 août 2018, Ullrich est arrêté par la police à Majorque : il s'était introduit de force chez son voisin et compatriote, l'acteur et réalisateur Til Schweiger, en provoquant une bagarre. Une semaine plus tard, le 10 août, il est arrêté à Francfort pour avoir frappé une escort-girl dans un hôtel de luxe, puis il est interné dans une clinique psychiatrique. Ullrich reçoit la visite de Lance Armstrong et il commence une cure de désintoxication. En août 2019, un tribunal de Francfort condamne Ullrich à une amende de 7 200 euros.

## Style et qualités physiques

### Style
Doté d'une fréquence cardiaque basse de 32 pulsations par minute au repos, Jann Ullrich est un « gros moteur ». Il dégage une puissance exceptionnelle qui l'avantage notamment dans les contre-la-montre de plaine où il pouvait emmener des braquets énormes. Il est ainsi l'un des meilleurs rouleurs du monde. Cette puissance exceptionnelle fait d'Ullrich un très bon spécialiste de l'effort solitaire.
Cette façon de rouler le handicape en revanche dans les cols, où ses énormes développements l'empêchent de produire une accélération nette, comme sait le faire Lance Armstrong. Jan Ullrich ne se met ainsi pratiquement jamais en danseuse. Toujours assis, les mains aux cocottes, et le visage crispé par la violence de son effort. Sur une accélération, il ne peut réagir mais il est difficile de le lâcher au train. Son ennemi est donc le changement de rythme.
De plus, Ullrich est durant sa carrière régulièrement contrarié par des prises de poids importantes au cours de chaque intersaison. Son poids de forme est de 71 kg pour une taille de 1,83 m lors de sa victoire au Tour de France 1997, mais il prend par exemple 12 kg au moment d'entamer la saison 1998. Hormis la saison 2003 où Ullrich s'est le plus rapproché de son poids de 1997, il est régulièrement en surpoids tout au long de ses saisons, et doit s'imposer des cures express de pertes de poids avant chaque Tour, lourdes à encaisser .

### Qualités physiques
Puissances développées par Jan Ullrich sur le Tour de France 1997, exprimées en «watts» (calculées pour un athlète de 70 kg), d'après Frédéric Portoleau :
- Environ 440 watts de moyenne sur les dernières montées des étapes adjugées en altitude[41].
- Lors de l'étape d'Andorre-Arcalis, sa puissance atteint les 474 watts sur la dernière ascension[42].

En 1998, l'Université de Fribourg-en-Brisgau a présenté l'évolution physiologique de Jan Ullrich lors du Congrès Mondial de Médecine du Sport. Avant les révélations de dopage, le docteur Joseph Keul a estimé que ses performances étaient dues pour 70 % à ses qualités naturelles et 30 % à son entraînement.

## Affaires de dopage

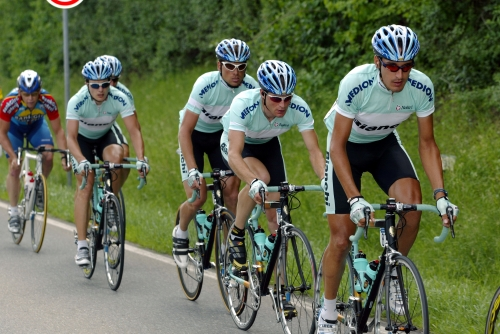
Jan Ullrich au Tour d'Allemagne 2003.

En novembre 2023, après un silence de plus d'un quart de siècle, Jan Ullrich a reconnu s'être dopé depuis 1996.

### L'EPO sur les Tours de France 1996 et 1997
L'hebdomadaire allemand Focus a révélé le 19 novembre 2007 que Jan Ullrich recevait des injections d'EPO lors des Tours de France 1996 et 1997,. Le magazine a eu accès à des enregistrements de conversations téléphoniques entre Rudy Pevenage, mentor de Jan Ullrich, et Jef d'Hont (de), ancien soigneur de Jan Ullrich, qui avait déjà révélé au printemps 2007 que l'utilisation de l'EPO était généralisée dans la formation allemande Telekom dans les années 1990 et qui avait, également, accusé Ullrich de dopage à l'EPO pour ces 2 Tours de France, le 26 mai 2007.
Andreas Schmid et Lothar Heinrich, les deux médecins de l'équipe Telekom qui auraient été responsables des injections ont été suspendus par l'équipe T-Mobile dès mai 2007. Alors que plusieurs de ses anciens coéquipiers comme Bjarne Riis, Erik Zabel, Bert Dietz et Christian Henn reconnaissent les faits, Ullrich nie toujours. Ullrich n'a été inquiété ni par la justice ni par les autorités sportives pour cette affaire.

### La liste noire du Tour de France 1998
Le 23 juillet 2013, la commission d'enquête sénatoriale publie la liste des coureurs positifs à l'EPO sur le Tour de France 1998 : Jan Ullrich en fait partie.

### Le Blitz de San Remo sur le Tour d'Italie 2001
La brigade des stupéfiants italienne saisit, dans sa chambre, des corticoïdes, des stimulants et des anesthésiques, le 6 juin 2001, à San Remo. Le 14 juin 2001, on apprend qu'il fait partie des 86 coureurs mis en examen du Blitz de San Remo lors du Tour d'Italie 2001. Mais, il présente des certificats médicaux qui lui permettent d'utiliser des corticoïdes pour son asthme. La commission de discipline de la fédération allemande le blanchit le 24 avril 2002.

### Le contrôle positif aux amphétamines en 2002
Alors qu'il est arrêté à la suite d'une opération au genou le privant du Tour de France, un contrôle antidopage inopiné, effectué le 12 juin 2002 à la suite d'un accident de la route qu'il provoque en état d'alcoolémie, révèle la présence d'amphétamines dans ses urines. Il explique être déprimé et avoir pris deux pilules d'ecstasy en boîte de nuit, la veille, le 11 juin. Plusieurs experts de la lutte antidopage ont depuis mis en doute cette version des faits. Le 24 juillet 2002, il est suspendu 6 mois par la commission de discipline de la Fédération allemande et écope d'une amende "à cinq chiffres". Ce n'est qu'à partir du 23 mars 2003 qu'il sera autorisé à reprendre la compétition.

### L'Affaire Puerto
Le 26 mai 2006, la radio Cadena Ser fait savoir que le nom de Jan Ullrich figure sur la liste des 200 patients du docteur Eufemiano Fuentes, médecin impliqué dans un gigantesque réseau de dopage en Espagne (affaire Puerto), qui vient d'être démantelé.
Il est exclu du Tour de France, le 30 juin 2006, soit la veille du départ, par son équipe T-Mobile. La veille, il a été, de nouveau, cité par Cadena Ser, dans cette affaire. Il est cité, encore une fois, le jour même, dans une liste élargie de 31 coureurs. Il est identifié sous les pseudonymes : Hijo de Rudicio (Rudicio signifie son entraîneur Rudy Pevenage), no 1, Jan et Yo.
Il est suspendu le 1er juillet 2006 puis licencié le 20 juillet 2006 de l'équipe cycliste T-Mobile. Tous les contrats qu'elle avait signés avec le coureur excluaient la moindre infraction à la réglementation antidopage.
Entre-temps, le 8 juillet 2006, le journal Der Spiegel révèle que son nom est associé à une liste de produits qui sont du sang, des hormones de croissance, de l'IGF-1 et des patches de testostérone. Le 14 juillet 2006, le quotidien Süddeutsche Zeitung révèle qu'il aurait obtenu du Dr Fuentes "une préparation d'hormones, insuline et corticoïdes" pour la première semaine du Tour de France 2005.
Toutefois, le 9 août 2006, l'UCI, par la voix de Pat McQuaid affirme qu'elle ne transmettra pas les échantillons sanguins d'Ullrich à la justice espagnole.
Le 14 août 2006, à la suite de l'affaire Puerto, le directeur de l'équipe Team Coast (employeur de Ullrich lors de la saison 2003), Günther Dahms a déclaré vouloir obtenir le remboursement des salaires versés au cycliste allemand car le contrat liant l'équipe Coast et Ullrich indiquait que le recours au dopage était interdit. Il a, donc, porté plainte devant le parquet de Düsseldorf. Finalement, le 12 novembre 2008, c'est Ullrich qui gagne ce procès et reçoit 500 000 euros de salaires impayés car Günther Dahms le soupçonnait de dopage.
Le 17 août 2006, Süddeutsche Zeitung révèle que le nom d'Ullrich apparaîtrait même en toute lettres dans un fax envoyé par le Dr Fuentes.
Le 4 septembre 2006, la chaîne de télévision publique allemande ARD annonce que dès la fin de l'année 2006, elle mettrait un terme à sa collaboration avec Jan Ullrich. La chaîne payait Ullrich jusqu'à 195 000 euros par an à titre de consultant.
Le 22 octobre 2009, la police criminelle allemande affirme qu'Ullrich a consulté Eufemiano Fuentes à 24 reprises entre 2003 et 2006 et qu'il lui a payé au total 80 000 euros.
Le 8 novembre 2009, le magazine allemand Focus révèle que la police fédérale allemande (BKA) a trouvé au domicile suisse d'Ullrich, lors d'une perquisition, un CD-rom sur lequel se trouvaient les numéros de téléphone de deux individus identifiés comme Astérix et Obélix. Ces noms de code, selon Focus, correspondent au Dr Fuentes et son assistant Merino Batres. Seuls les initiés pouvaient connaître les noms de code et leurs numéros de téléphone.
Le 8 juillet 2010, Rudy Pevenage reconnait avoir organisé des voyages d'Ullrich chez le docteur Eufemiano Fuentes.
Le 24 juin 2013, dans une interview à l'hebdomadaire allemand Focus, Jan Ullrich reconnaît avoir utilisé des produits dopants prescrits par le docteur Fuentes.

#### Britta Bannenberg
À la suite d'une plainte déposée le 20 juillet 2006 par l'ancienne athlète Britta Bannenberg, professeur à l'université de Bielefeld, le parquet de Bonn ouvre une procédure contre Jan Ullrich (ainsi que contre son équipier, l'Espagnol Óscar Sevilla et contre son directeur sportif, le Belge Rudy Pevenage) pour escroquerie envers son ancienne équipe T-Mobile et non-respect de la loi sur les substances médicales. Elle estime que « Jan Ullrich a caché à T-Mobile l'utilisation de substances illicites et se les est procurées grâce à son salaire et à ses primes ». Le 8 septembre 2006, le parquet de Bonn déclare que les rapports de la police espagnole contiennent des éléments indiquant que le coureur cycliste se serait procuré des produits interdits dès l'année 2003. Le 13 septembre 2006, la police allemande perquisitionne chez Ullrich, parti en lune de miel avec sa femme Sara, pour y relever de traces de son ADN. Quatre jours plus tard, le 17 septembre, la police allemande dément avoir prélevé de l'ADN de Jan Ullrich lors de la perquisition effectuée dans l'un de ses domiciles. En janvier 2007, la justice suisse accepte d'envoyer un échantillon de salive du coureur au parquet de Bonn. Ullrich dépose un recours le 30 janvier mais il est rejeté par le tribunal fédéral suisse. Il accepte finalement d'effectuer la comparaison ADN, le 1er février. Le 3 avril 2007, son ADN est retrouvé dans neuf poches de sang appartenant au Dr Fuentes. Le 13 septembre 2007, la justice allemande affirme détenir la preuve que Jan Ullrich a versé 25 000 euros sur un compte détenu par le docteur Fuentes dans une succursale genevoise de la banque HSBC en 2004,. Finalement, pour éviter un procès, il accepte, le 14 avril 2008, une forte amende, dont le parquet de Bonn indique qu'elle est « à six chiffres ».

#### Werner Franke
Le 3 août 2006, l'expert allemand antidopage Werner Franke (en) dépose une plainte pour parjure contre Ullrich au parquet de Hambourg. Ce dernier affirme que l'ancien coureur a versé 35 000 euros au Dr Fuentes, au centre de l'Affaire Puerto, en 2004. À son tour, Jan Ullrich dépose plainte contre Werner Franke (en), le 14 août, pour diffamation. En septembre 2006, le tribunal, qui ne se prononce pas sur le fond de l'Affaire Puerto mais sur la forme des accusations de Franke, donne raison en appel à Ullrich, estimant que "les droits du cycliste avaient été violés et que l'enquête espagnole n'était pas assez avancée pour justifier les déclarations du professeur",. Le 14 novembre 2006, Franke évoque la somme de 120 000 euros versés en 2005 et 2006 et il affirme, également, qu'Ullrich était en contact avec Fuentes durant le Tour d'Italie 2006. Le procès dans le cadre de la plainte pour diffamation déposée par Jan Ullrich contre Werner Franke (en) commence le 30 novembre 2007. Le 13 août 2010, le tribunal relaxe Werner Franke (en),.

#### Fédération suisse de cyclisme et COS (Comité olympique suisse)
Le 16 août 2006, la commission de discipline de la Fédération suisse de cyclisme (Swiss Cycling) lance une procédure disciplinaire à l'encontre de Jan Ullrich pour son implication dans l'affaire Puerto. Mais elle n'aboutit pas, en raison de l'impossibilité d'utiliser en Suisse à des fins officielles des preuves reçues par des enquêteurs espagnols responsables de l'affaire. Le 6 juillet 2009, la commission olympique suisse de lutte contre le dopage, saisie par l'Agence antidopage suisse, lance, à son tour, une procédure contre Ullrich toujours dans le cadre de l'affaire Puerto. Il est blanchi le 18 février 2010 en raison de fait qu'il avait résilié sa licence suisse en 2006. Le 25 mars 2010, l'UCI décide de faire appel de cette décision devant le TAS. Il risque une suspension à vie, car il fut déjà suspendu 6 mois en 2002. L'appel de l'UCI est entendu le 22 août 2011. Mais, Ullrich ne vient à son audience. Toutefois, selon son porte-parole, il n'est pas impossible qu'Ullrich révise sa position et qu'il avoue son implication dans l'affaire Puerto. Le verdict du TAS, prévu initialement le 20 octobre 2011, devait être rendu le 30 novembre 2011. Mais, le 30 novembre 2011, le TAS s'est déclaré incompétent pour juger l'appel de l'Agence antidopage suisse car cette dernière a vu le jour le 1er juillet 2008 alors que Jan Ullrich avait résilié sa licence suisse le 19 octobre 2006. Concernant l'appel de l'UCI, il annonce qu'il rendra bien un verdict mais dans 6 semaines. Le 9 février 2012, le TAS prononce à son encontre une suspension rétroactive de 2 ans à compter du 22 août 2011, jour de son audience devant le TAS, et son déclassement de toutes les épreuves auxquelles il a participé entre mai 2005 et la fin de sa carrière en juin 2006. Il perd ainsi sa 3e place sur le podium du Tour de France 2005. Le lendemain, 10 février, il avoue avoir été en lien avec le Dr Fuentes mais sans s'être dopé. Il affirme également qu'il ne fera pas appel de la sanction du TAS.

### La clinique universitaire de Fribourg
Le 31 décembre 2007, Werner Franke (en) révèle que la clinique de Fribourg-en-Brisgau serait au cœur d'opérations de dopage entre 1995 et 2007 au profit des coureurs de l'équipe Telekom devenue ensuite T-Mobile. Le 26 avril 2009, un comité d'experts, chargés par l'Université de Fribourg d'enquêter sur le travail de deux de ses médecins, révèle qu'Ullrich aurait été inscrit en 2005 sous un faux nom parmi les patients des Dr Andreas Schmid et Lothar Heinrich qui furent licenciés par la clinique en 2007 après avoir reconnu leur implication dans le dopage chez Telekom jusqu'en 1999 et qui sont soupçonnés d'avoir organisé des transfusions sanguines au sein de la clinique. Par exemple, il apparaîtrait en 2005 sous le faux nom de Maier Ulrich né le 2/12/1937 (Ullrich est né le 2/12/1973).

## Palmarès, résultats, classements et distinctions

### Palmarès amateur
| - 1988 - Champion de RDA sur route juniors - 1990 - 4e du championnat du monde de la course aux points juniors - 1991 - Champion d'Allemagne de la course aux points juniors - 2e du championnat d'Allemagne de l'américaine juniors (avec André Korff) - 3e du championnat d'Allemagne de poursuite par équipes juniors - 3e du championnat d'Allemagne de cyclo-cross juniors - 5e du championnat du monde de cyclo-cross amateurs - 1992 - Champion régional de Basse-Saxe - Champion du Schleswig-Holstein - Champion de Hambourg - Champion de Brême - 3e de la Continentale Classic - 1993 - Champion du monde sur route amateurs - 4e étape de la Vuelta Costa Blanca - 3e étape du Tour de Belgique amateurs (contre-la-montre) - Tour de Bohême : - Classement général - 6e étape - 2e étape du Regio-Tour - Classement Brügelmann-Championwertun - Pacific Power-Commonwealth Bank Tour : - Classement général - 7e, 11e et 14e étapes - 3e de Vienne-Rabenstein-Gresten-Vienne | - 1994 - 4e, 5e et 6e étapes du Rapport Toer - 1re, 5e et 9e étapes du Tour de Basse-Saxe - Grand Prix de Fribourg - Sanitarium Grand Prix Series : - Classement général - 1re, 2e et 4e étapes - Tour du Harz - Frankfurt am Main - 2e étape du Tour du Bundesliga - 4e étape du Pacific Bank Tour - 2e étape du Tour de Hawaï - Classement Brügelmann-Championwertung - Classement Rad-Bundesliga - 2e du Tour de Basse-Saxe - 2e du championnat d'Allemagne du contre-la-montre amateurs - 2e du championnat d'Allemagne sur route amateurs |  |

### Résultats sur les trois grands tours

#### Tour de France
8 participations
- 1996 : 2e,  vainqueur du classement du meilleur jeune, vainqueur de la 20e étape (contre-la-montre)
- 1997 :  Vainqueur du classement général,  vainqueur du classement du meilleur jeune, vainqueur des 10e et 12e (contre-la-montre) étapes,  maillot jaune pendant 12 jours
- 1998 : 2e,  vainqueur du classement du meilleur jeune, vainqueur des 7e (contre-la-montre), 16e et 20e (contre-la-montre) étapes,  maillot jaune pendant 6 jours
- 2000 : 2e
- 2001 : 2e
- 2003 : 2e, vainqueur de la 12e étape (contre-la-montre)
- 2004 : 4e
- 2005 : Déclassé rétrospectivement pour dopage (initialement 3e)

#### Tour d'Espagne
3 participations
- 1995 : abandon (15e étape)
- 1999 :  Vainqueur du classement général, vainqueur des 5e et 20e (contre-la-montre) étapes,  maillot or pendant 10 jours
- 2000 : abandon (13e étape)

#### Tour d'Italie
2 participations
- 2001 : 52e
- 2006 : abandon (19e étape), initialement vainqueur de la 11e étape (déclassé pour dopage)

### Classements mondiaux
Jusqu'en 2004, le classement UCI concerne tous les coureurs ayant obtenu des points lors de courses du calendrier international de l'Union cycliste internationale (324 courses en 2004). En 2005, l'UCI ProTour et les circuits continentaux sont créés, ayant chacun leur classement. De 2005 à 2008, le classement de l'UCI ProTour classe les coureurs membres d'équipes ProTour en fonction des points qu'ils ont obtenu lors des courses du calendrier UCI ProTour, soit 28 courses en 2005, 27 en 2006.
Jan Ullrich apparaît pour la première fois au classement UCI en 1995. Il obtient son meilleur classement en 1997 : 2e.
| Année              | 1995 | 1996 | 1997 | 1998 | 1999 | 2000 | 2001 | 2002  | 2003 | 2004 | 2005 | 2006 |
| ------------------ | ---- | ---- | ---- | ---- | ---- | ---- | ---- | ----- | ---- | ---- | ---- | ---- |
| Classement UCI     | 211e | 43e  | 2e   | 12e  | 9e   | 6e   | 6e   | 1222e | 15e  | 15e  |      |      |
| Classement ProTour |      |      |      |      |      |      |      |       |      |      | 4e   | nc   |

## Distinctions
- Cycliste allemand de l'année : 1993, 1996, 1997, 1999 et 2003
- Vélo d'or : 1997 (2e en 1999, 3e en 2000)